# Adam Pynacker

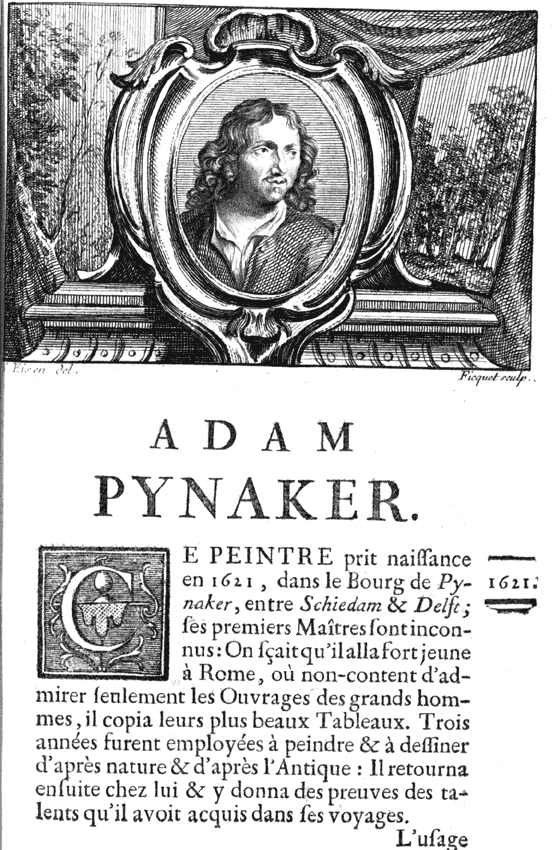
Pynacker en un retrato grabado publicado en la parte II de la serie de 4.ª de Jean-Baptiste Descamps La Vie des Peintres Flamands, Allemands et Hollandois, 1754.

Adam Christiaensz Pynacker o Pijnacker (Schiedam, 15 de febrero de 1622-Ámsterdam, enterrado el 28 de marzo de 1673) fue un pintor holandés de la Edad de Oro, principalmente conocido como paisajista. 

## Biografía
Pynacker era hijo de un comerciante de vinos, miembro de la vroedschap o regencia de la ciudad. En 1645 viajó a Italia donde según Arnold Houbraken residió por espacio de tres años, posiblemente como comerciante de vinos. En 1649 se encontraba de regreso en los Países Bajos, establecido en Delft. En 1658 se convirtió al catolicismo para casarse con Eva Maria de Geest, hija de Wybrand de Geest. Dos años después, su retrato fue pintado por su suegro como pendant de un retrato anterior de su esposa. En Schiedam bautizó a dos niños, pero desde 1661 hasta su muerte vivió en el Rozengracht, en Ámsterdam . 

### Retratos de boda
De Geest fue un pintor de retratos muy exitoso que pintó a su hija en 1652 y dos años después de su matrimonio pintó el retrato de su nuevo yerno en un estilo similar como pendant.

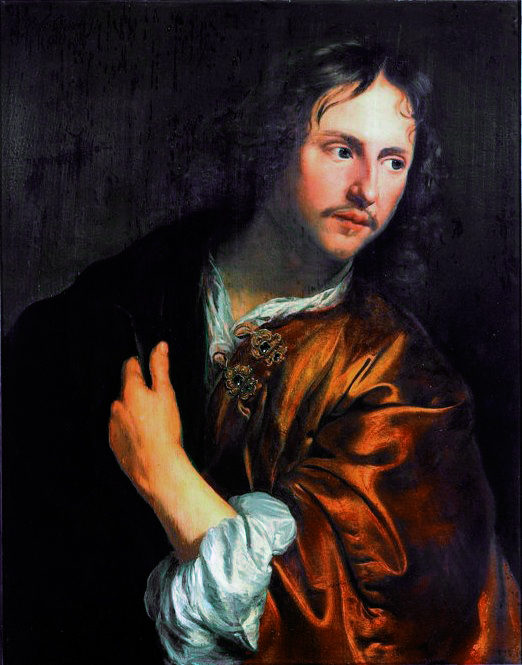
Adam Pynacker, por su suegro
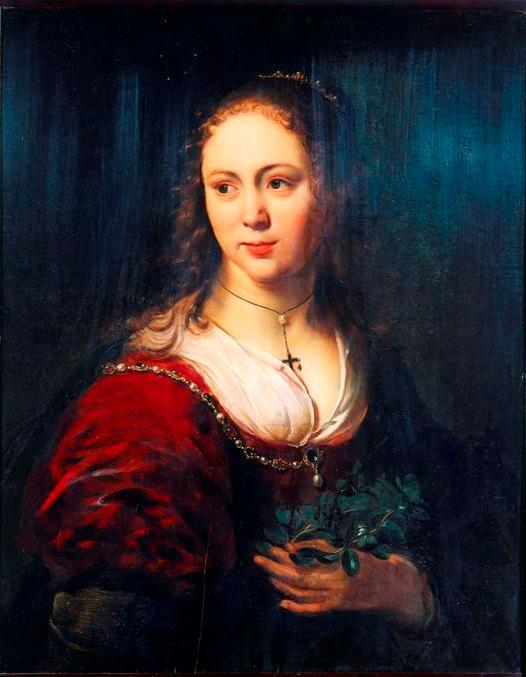
Eva de Geest, esposa de Pynnacker

## Legado

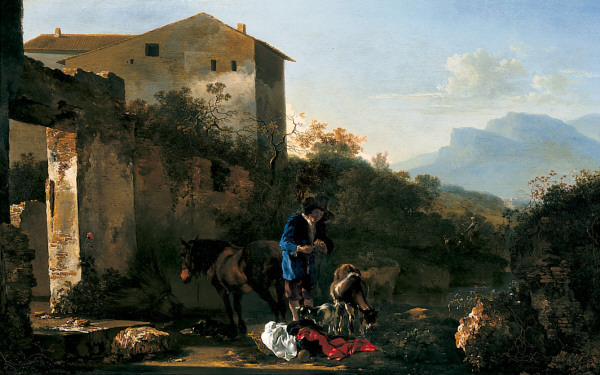
Paisaje con un rebaño de cabras, Museo de Arte de San Luis.

Pynacker es considerado como ejemplo de pintor paisajista italianizante, junto con Jan Both, Jan Baptist Weenix, Nicolaes Berchem y Jan Asselijn. Se especializó en decorar habitaciones enteras. Según Houbraken, se revolvería en su tumba si supiera cómo han cambiado las modas, pero el poeta P. Verhoek escribió un poema sobre una de las habitaciones decoradas por él.